# Bayelsa
Bayelsa est un État du sud du Nigeria.

## Histoire
L'État de Bayelsa est issu de la division de l'État de Rivers. Son nom est une contraction de celui des trois régions qui ont donné naissance à l'État : Brass, Yenagoa et Sagbama.

## Géographie
L'État est bordé au nord ouest par l'État de Delta et à l'est par l'État de Rivers. Il possède une centaine de kilomètres de côtes vers l'océan Atlantique au sud et à l'ouest.
|                 | Delta           |        |
| Golfe de Guinée | État du Bayelsa | Rivers |
|                 | Golfe de Guinée |        |

## Divisions
L'État de Bayelsa est divisé en 8 zones de gouvernement local : Brass, Ekeremor, Kolokuma-Opokuma, Nembe, Ogbia, Sagbama, Southern Ijaw et Yenagoa.

## Économie
Bien que l'État soit riche en pétrole (plus de 30 % de la production du pays); le niveau de vie est l'un des plus faibles de la région, la redistribution des richesses ne profite pas essentiellement à la population. La plupart des habitants vivant des revenus de la pêche et de l'agriculture.

## Culture
Contrairement à la plupart des autres États, la diversité ethnique est peu importante, les Ijaws formant plus de 90 % de la population.

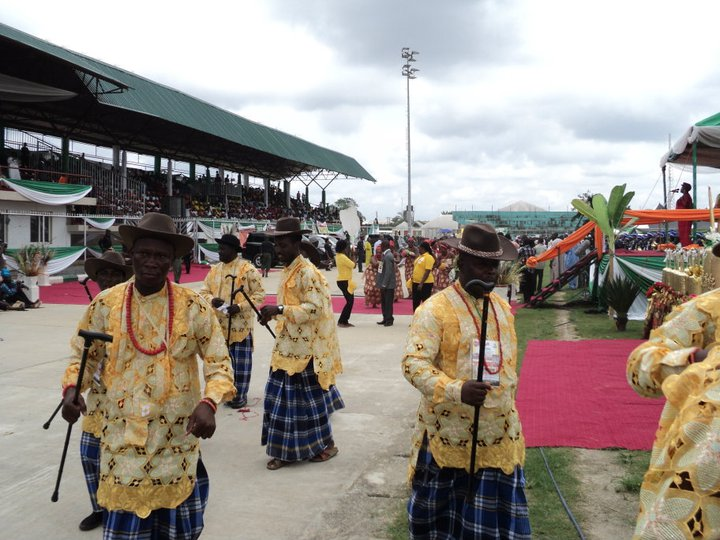
Délégation de l'État de Bayelsa lors d'un festival culturel.

## Gouverneurs
| Nom                          | Début           | Fin             | Statut         | Parti                        |
| ---------------------------- | --------------- | --------------- | -------------- | ---------------------------- |
| Oladipo Phillips Ayeni       | 7 octobre 1996  | 28 février 1997 | Administrateur |                              |
| Habu Daura                   | 28 février 1997 | 27 juin 1997    | Administrateur |                              |
| Omoniyi Caleb Olubolade      | 27 juin 1997    | 9 juillet 1998  | Administrateur |                              |
| Paul Obi                     | 9 juillet 1998  | 29 mai 1999     | Administrateur |                              |
| Diepreye S.P. Alamieyeseigha | 29 mai 1999     | 9 décembre 2005 | Gouverneur     | Parti démocratique populaire |
| Goodluck Jonathan            | 9 décembre 2005 | 29 mai 2007     | Gouverneur     | Parti démocratique populaire |
| Timipre Sylva (en)           | 29 mai 2007     | 27 janvier 2012 | Gouverneur     | Parti démocratique populaire |
| Nestor Binabo (en)           | 27 janvier 2012 | 14 février 2012 | Gouverneur     |                              |
| Henry Seriake Dickson (en)   | 14 février 2012 | 14 février 2020 | Gouverneur     | Parti démocratique populaire |
| Henry Duoye Diri             | 14 février 2020 | En cours        | Gouverneur     | Parti démocratique populaire |